# Chì disulfide
Chì disulfide, hay chì(IV) sulfide là một hợp chất hoá học có công thức PbS2. Chất này được tổng hợp từ chì (II) sulfide PbS và lưu huỳnh ở nhiệt độ trên 600 °C và áp suất cao. PbS2, tương tự như thiếc (IV) sulfide SnS2, kết tinh giống cadmi iodide, vì thế Pb nên được gán cho số oxi hoá +4.
Chì(IV) sulfide là một loại chất bán dẫn dương, và cũng là vật liệu nhiệt điện.